# Otão I da Borgonha

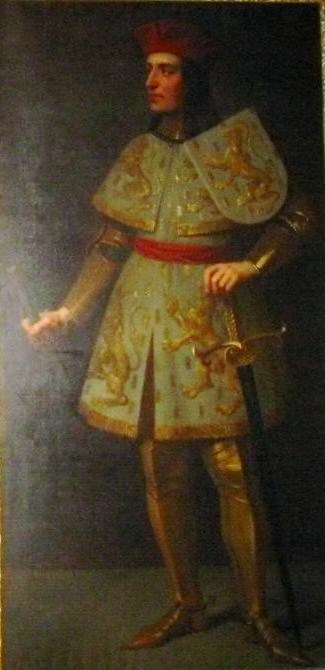
Portrait of Otto I, Count of Burgundy

Otão I (1171 – 13 de Janeiro de 1200) foi Conde da Borgonha desde 1190 até à sua morte e Conde do Luxemburgo desde 1196 até 1197. Ele era o quarto filho do Sacro Imperador Frederico I e de Beatriz I da Borgonha.
Quando Henrique IV do Luxemburgo faleceu, em 1196, o condado do Luxemburgo reverteu para o Sacro-Imperador, que, naquela data, era Henrique VI.
O Imperador converteu o condado do Luxemburgo num feudo e entregou-o ao seu irmão. Teobaldo I de Bar, que casara com Ermesinda do Luxemburgo, herdeira de Henrique IV, negociou a renúncia do Condado com Otão no ano seguinte.
Otão casou com Margarida de Blois, filha de Teobaldo V de Blois, em 1190. Margarida era a primogénita de Teobaldo, pelo que sucedeu ao pai. A sua segunda filha, Beatriz, foi, mais tarde, também condessa.
Otão foi assassinado em Besançon. A sua filha Joana herdou o governo da Borgonha.